# Cancer Alley
Cancer Alley (Nederlands: Kankersteeg) is de informele aanduiding van een gebied langs de Amerikaanse rivier de Mississippi, tussen New Orleans en Baton Rouge, bebouwd met petrochemische industrie. Sinds 2019 wordt het gebied ook wel aangeduid als Death Alley. De inwoners van het gebied hebben vijftig keer meer kans op kanker door luchtverontreiniging dan de gemiddelde Amerikaan.

## Geschiedenis
Naar aanleiding van een overvloed aan miskramen in St. Gabriel (Louisiana) begon dorpsapotheker Kay Gaudet in 1986  met een inventarisatie in de gemeenschap. De plaats St. Gabriel ligt bij een industrieel gebied van 85 kilometer lang, waar destijds ongeveer een vijfde van de Amerikaanse petrochemische producten werd geproduceerd. Door de opstapeling van miskramen en kankergevallen kwam het gebied bekend te staan als Cancer Alley. Tevoren stond het gebied gewoonweg bekend als de "petrochemische corridor".
Het verband tussen de petrochemische industrie in het gebied en de miskramen en de kankergevallen wordt betwist, maar inwoners blijven ervan overtuigd dat dit verband wel degelijk bestaat. Ook constateerde de EPA in 2017 dat de nabijgelegen neopreenfabriek, Ponchartrain Works, chloropreen uitstootte, waardoor dit gebied het grootste risico op kanker door luchtverontreiniging in het land had. Dit was vrijwel geheel te wijten aan deze fabriek. Chloropreen is een grondstof voor neopreen en is waarschijnlijk kankerverwekkend.